# Voodoo (албум)
Voodoo (Вуду) је осми студијски албум данског хеви метал бенда Кинг Дајмонд издат 1998. године у Европи (Massacre Records). Такође је издат у облику ЦД-а у САД-у (Metal Blade). Албум су продуцирали Кинг Дајмонд и Енди Ла Рок.

## Прича
Вуду је прича из 1932. године о породици Lafayettes која се састоји од Саре, Дејвида и њиховог деде. Они су се преселили у старој кући колонијалног типа на Мисисипију, касније се испоставља да је кућа саграђена одмах поред Вуду гробља.
Непознат Лафајетовима, кућни помоћник Салем је умешан у Вуду магијама. Салем суделује у Вуду ритуалима на гробљу, заједно са доктором Ле Кро, Вуду врачом, Мадам Саритом и Лулом Шеваље, девојком која никад није виђена.
Лафајетови чују вуду бубњеве са церемонија на гробљу. Они се одазивају тајном састанку са Салем да се договоре шта да раде и одлучују да униште гробље. Салем не жели да се то деси и искрада се у поноћ да прича са доктором Ле Кро. Ле Кро Салему даје новац да купи чаробни песак и говори му да морају да се отарасе Лафајетових.
Салем убацује змију у Дејвидовој соби, меша прљавштину са гробља са дедином храном, и након разговора са мртвим Бароном Самедијем, сипа чаробни песак на Сару док она спава. Дејвид и деда се јако разболе, а Сару опседа вуду дух.
Деда успева да позове оца Мелоуна, истеривача ђавола. Отац Мелоун путује до њихове куће да истера демона из Саре. Он не успева и пада у несвест од исцепљености. Док је он вам свести, Лула доноси тешки, ноктима изгребани церемонијални крст Барона Самедија. Сара напада Мелоуна са крстом и умало га убија. Затим је стигао деда и рекао јој да престане, што је она и учинила, сачувајући Мелоунов живот. Затим је звао полицију и хитну помоћ који су стигли два сата након тога.
Прича се закључује Салемом који говори о последицама ситуације, што значи да је он побегао за време дешавања у кући. Затим објашњава да су Лафајетови напустили кућу након изласка из болнице. Сарино дете се родило, али је говорило чудним језиком - наопачке. Један експерт је изговорио реч "Вуду".

## Листа Песама
1. -  	King Diamond	1:43
2. -  	King Diamond, Andy LaRocque	5:33
3. -  	King Diamond	5:40
4. -  	King Diamond	4:34
5. -  	King Diamond, Andy LaRocque	4:04
6. -  	King Diamond	5:18
7. -  	King Diamond, Chris Estes	3:45
8. -  	King Diamond	5:40
9. -  	King Diamond	3:22
10. -  	King Diamond, Andy LaRocque	4:52
11. -  	King Diamond, Chris Estes	1:49
12. -  	King Diamond	4:29
13. -  	King Diamond	0:32
14. -  	King Diamond	1:35

## Постава Бенда
- Кинг Дајмонд - вокал
- Енди Ла Рок - гитара
- Херб Симонсен - гитара
- Крис Естес - бас гитара
- Џон Хеберт - бубњеви